# Biblioteca Salaborsa
La Biblioteca Salaborsa  es la principal biblioteca pública de Bolonia, región de Emilia-Romaña, Italia.
En 2001, las oficinas centrales de la biblioteca pública se trasladaron a la parte norte del Palazzo d'Accursio, flanqueando la Piazza del Nettuno, que está justo al norte de la Piazza Maggiore. Los visitantes de la biblioteca pueden ver un sitio arqueológico a través del piso de cristal en el centro de la biblioteca. Las ruinas antiguas también son accesibles desde el sótano, donde hay información sobre ellas.

## Historia
La biblioteca se inauguró en 2001, aunque el edificio en el que se encuentra, el Palazzo d'Accursio , es mucho más antiguo. Las ruinas sobre las que se construyó el sitio incluyen restos de la antigua ciudad de Bolonia, que data del 189 a. C. También hay ruinas etruscas en el lugar que son anteriores a las romanas.

## Laboratorio Salaborsa
Salaborsa Lab es una sección independiente de la biblioteca, inaugurada el 30 de mayo de 2022 en los espacios remodelados del Vicolo Bolognetti, que anteriormente albergaba la antigua biblioteca multimedia Roberto Ruffilli, de la que toma su nombre. Se encuentra en los locales del antiguo monasterio cisterciense de los santos Leonardo y Úrsola, renovado según el diseño del arquitecto Fabio Fornasari.
La biblioteca, centrada en lo multimedia, lo digital y la pluralidad de idiomas, también acoge las actividades de Liquid Lab, un proyecto de bienestar cultural del municipio de Bolonia. Salaborsa Lab conserva de forma permanente el archivo de videojuegos de la Cineteca di Bolonia , donado al municipio en 2022.